# Leonardo Daniel
Leonardo Daniel, né le 26 juillet 1954 à Mexico, est un acteur et un producteur mexicain.

## Biographie
Leonardo Daniel est né à Mexico. Il est le fils unique de l'acteur d'origine espagnole Lorenzo de Rodas et de la journaliste et actrice María Idalia. Leonardo suit des cours d'art dramatique à l'Académie de théâtre d'Andrés Soler quand l'acteur Luis Gimeno en est le directeur. Il a comme camarades de promotion de futurs grands acteurs tels que Daniela Romo et José Elías Moreno.
En 1975, Leonardo apprend que le producteur Valentín Pimstein recherche des jeunes gens pour les faire jouer dans ses telenovelas. Leonardo fait des essais et Pimstein lui attribue immédiatement un rôle secondaire dans la telenovela à succès Mundo de juguete aux côtés de Graciela Mauri, Ricardo Blume et Irma Lozano. Leonardo débute comme acteur avec cette série.
Dans les années 1980, il continue à collaborer activement avec Pimstein dans des telenovelas telles que Los ricos también lloran en 1979-1980, El hogar que yo robé (en) en 1981, Chispita (en) en 1982, La fiera en 1983, Principessa en 1984 et Rosa salvaje en 1987. Il participe aussi à d'autres comme Yo no pedí vivir, Juventud, Sí, mi amor en 1985 (son premier rôle principal) avec Edith González, Juana Iris en 1986 et Cómo duele callar (en) en 1987. En 1988 pendant le tournage de la telenovela Encadenados (en) surgissent des rumeurs d'une relation sentimentale avec l'actrice Julieta Rosen, une autre actrice de l'équipe artistique.
Après quelque temps passé loin des telenovelas, il réalise une participation spéciale dans De frente al Sol (en) en 1992. Il incarne le personnage de Sergio Klainer jeune. Après avoir participé à María José et à la telenovela histórique La antorcha encendida, en 1996 il joue dans la telenovela Cañaveral de pasiones en 1996, en interprétant Fausto, le père de la protagoniste Julia (interprétée par Daniela Castro).
Il est marié à Lilan David, la fille de l'acteur Tony Carbajal. Il a deux enfants avec elle : Ximena et Leonardo.

## Filmographie

### Films
- 1976 : Supervivientes de los Andes
- 1988 : Pero sigo siendo el rey
- 1990 : Justiciero callejero
- 1990 : Por tu maldito amor
- 1991 : Esa mujer me vuelve loco
- 1991 : Silencio de muerte
- 1991 : Tengo que matarlos
- 1991 : El extensionista
- 1991 : Mujer de cabaret
- 1991 : El ninja mexicano
- 1991 : Burbujas de amor
- 1991 : Desvestidas y alborotadas
- 1992 : Otro caso de violación
- 1992 : Ayúdame compadre
- 1992 : Comando terrorista
- 1992 : Imperio de los malditos
- 1993 : Maten al Mexicano
- 1993 : En espera de la muerte (es)
- 1993 : Perseguido
- 1993 : Apocalipsis infernal
- 1993 : Furia de barrio
- 1993 : Fray Bartolomé de las Casas
- 1993 : Kino
- 1994 : Caminantes... si hay camines
- 1994 : La perversión
- 1994 : Muralla de tinieblas
- 1995 : Deseo criminal
- 1996 : Lluvia de diamantes
- 1997 : Con fuego en la sangre
- 1998 : El padre de la DEA
- 1998 : El jardinero y el federal
- 1998 : Con la vida prestada
- 1998 : Preparados para morir
- 1998 : Secuestro: Aviso de muerte
- 1998 : Fuera de la ley
- 2000 : La ley del gris
- 2000 : Boda con la muerte
- 2000 : La ley del cholo II
- 2000 : los muertos no hablan
- 2000 : Cuando el poder es...
- 2001 : La sombra del azabache
- 2001 : El vengador de cabrones
- 2001 : Casi el infierno
- 2001 : La banda de los panchitos 2
- 2002 : Morras desmadrosas
- 2002 : El hijo de Juan Charrasqueado
- 2002 : Furia de alacranes
- 2002 : Maten a Jesús Pérez
- 2002 : Marcado por la muerte
- 2002 : La tumba del mojado
- 2002 : Perros salvajes
- 2002 : Pedro el quemado
- 2003 : Atrapada
- 2004 : Maldita vecindad

### Telenovelas
- 1975 : Mundo de juguete : Aldo
- 1975 : Pobre Clara
- 1977 : Yo no pedí vivir : Manuel
- 1977 : Humillados y ofendidos : Alejandro Correa
- 1978 : María José : Alfredo
- 1979 : Los ricos también lloran : Leonardo Mendizábal
- 1980 : Ambición (en)
- 1980 : Divino tesoro (es)
- 1980 : Juventud : Pablo
- 1981 : El hogar que yo robé (en) : Eduardo
- 1982 : Chispita (en) : Juan Carlos de la Mora
- 1983 : La fiera : Miguel Martínez Bustamante
- 1984 : Sí, mi amor : David Kendall
- 1985 : Principessa : Federico
- 1985 : Juana Iris
- 1986 : Seducción : Javier Fuentes
- 1987 : Cómo duele callar (en) : José Luis
- 1987-1988 : Rosa salvaje : Enrique
- 1988-1989 : Encadenados : Daniel Lazcano
- 1992 : De frente al Sol (en) : Adrián Bermúdez (jeune)
- 1994-1995 : Agujetas de color de rosa (en) : Miguel Davis
- 1995 : María José : Octavio Campuzano
- 1995-1996 : María la del barrio : Dr Hinojosa
- 1996 : Cañaveral de pasiones : Fausto Santos
- 1996 : La antorcha encendida : Juan Aldama
- 1997-1998 : El secreto de Alejandra (en) : Sergio Duval
- 1998-1999 : Azul tequila (en) : Mariano De Icaza
- 1999-2000 : Háblame de amor : Armando Aguilar
- 2001-2002 : Paloma (série télévisée) (Cuando seas mía) : Joaquín Sánchez Serrano
- 2002 : Agua y aceite (es) : Héctor
- 2002-2003 : La duda : Daniel
- 2003 : Rebeca : Adalberto Santander
- 2004-2005 : Inocente de ti : Filemón
- 2006 : Las Dos Caras de Ana (Les Deux Visages d'Ana) : Humberto Bustamente
- 2006 : Mi vida eres tú : Mario Andrés
- 2008 : Valeria : Renato Rivera
- 2008-2009 : Alma Indomable (en) : Rogelio Sorrento
- 2009-2010 : Daniella (Pobre diabla) : Diego Montenegro
- 2009-2010 : Más sabe El Diablo : Aníbal Dávila
- 2012 : Corazón valiente : Darío Sandoval
- 2013 : Dama y obrero : Mariano Santamaría
- 2015-2016 : El señor de los cielos : Alfredo Aguilera Toscano, dit Feyo
- 2016-2017 : El Chema : Alfredo Aguilera, dit Feyo